# Mitterbach am Erlaufsee
Mitterbach am Erlaufsee là một thị xã thuộc huyện Lilienfeld trong bang Niederösterreich.